# Королевская биржа (Лондон)

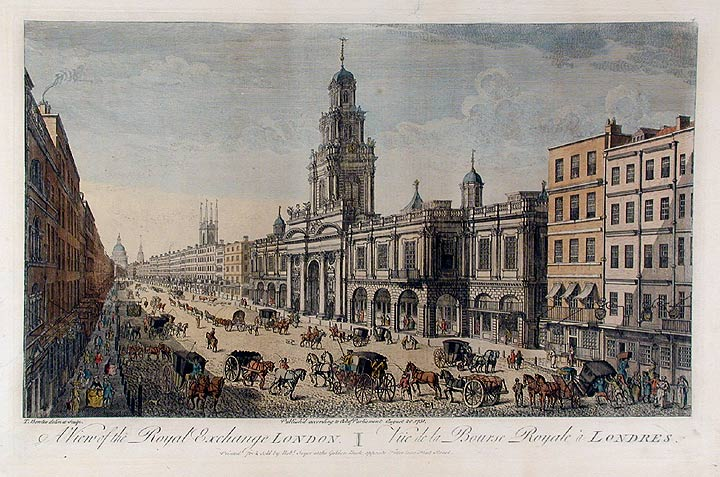
Второе здание биржи в 1751 году

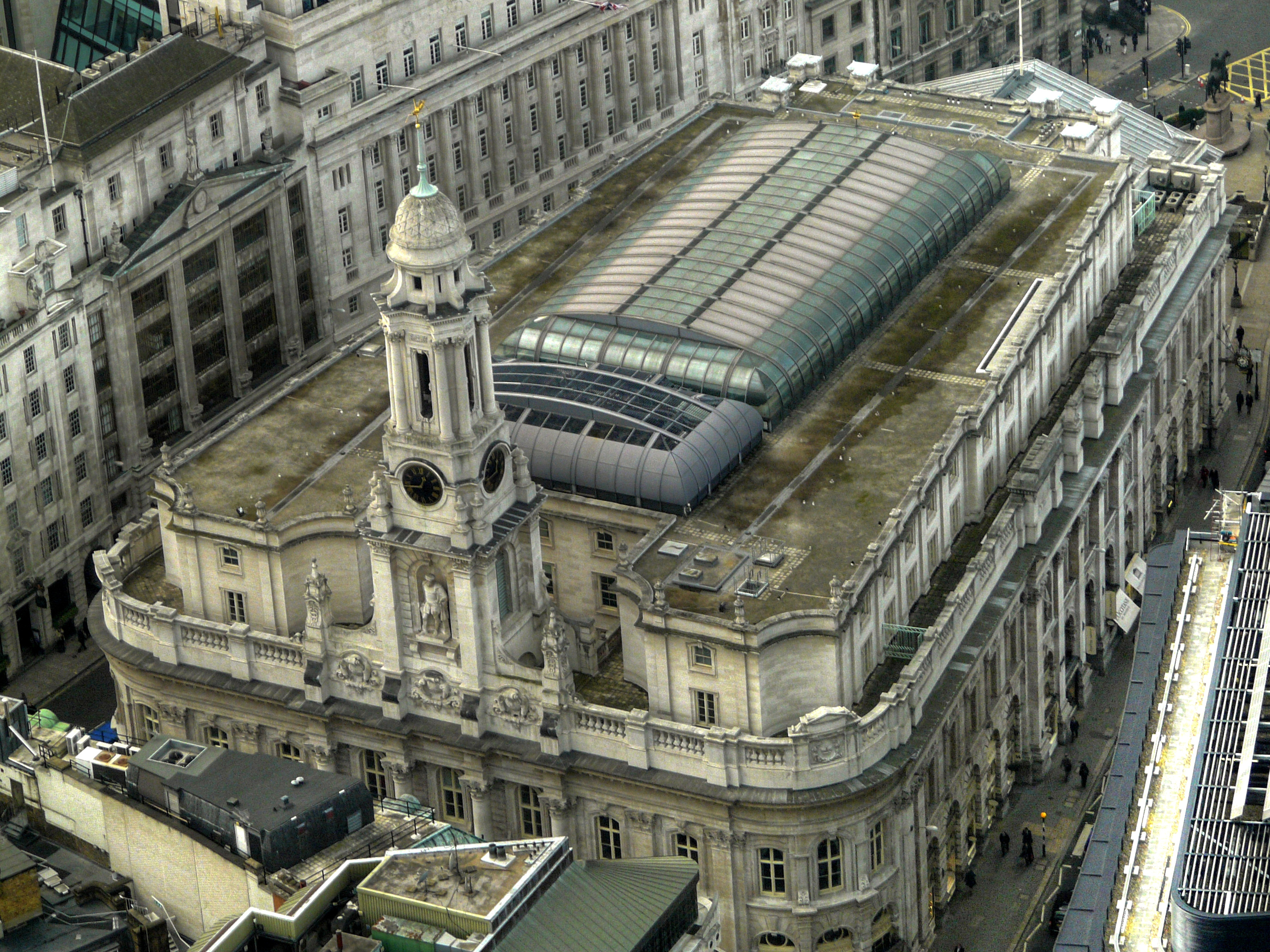
Здание биржи после реконструкции 2001—2003 гг.

Королевская биржа (Royal Exchange) — первая по счёту товарная биржа в Англии, существовавшая в Лондонском Сити с 1565 по 1923 гг. В 1698 году от неё отделилась Лондонская фондовая биржа, которая продолжает работать по сей день.

## История
Первая биржа Англии была основана в 1565 году сэром Томасом Грешемом. Сама площадка под строительство была предоставлена корпорацией города Лондона и Благочестивой гильдией торговцев. Прототипом послужила биржа в Антверпене, где жил и работал Грешем. Основатель оплатил все расходы на строительство лондонской биржи из собственного кармана. Королева Елизавета I присутствовала на церемонии открытия 23 января 1571 года. Англичане переняли лучшие практики фламандской торговли и после разорения Антверпена во время Восьмидесятилетней войны попытались отнять у него статус финансового центра северной Европы. Это была первая специализированная коммерческая структура в Великобритании. Она курировала импорт некоторых материалов из Антверпена: камня, шифера, обшивки и стекла.
Оригинальное здание Грешема было разрушено во время Великого лондонского пожара в 1666 году. Второй комплекс был построен на этом месте по проекту Эдварда Джармана и открыт в 1669 году. Это была высокая деревянная башня над южным входом в Корн-Хилл; в конце концов она пришла в упадок и в 1821 году была заменена новой каменной башней и куполом, спроектированными Джорджем Смитом. Вторая биржа также сгорела 10 января 1838 г. в результате пожара, вызванного перегретой печью; огонь был виден из Виндзора, находящегося на расстоянии 24 миль (39 км).
Королевская биржа в Лондоне оставалась товарной более ста лет, только с 1695 года на бирже начали проводить сделки с государственными бумагами и акциями компаний. Шумность, присущая брокерам, пришлась не по душе чопорному руководству биржи, по этой причине в 1698 году брокеры, работавшие с ценными бумагами, были лишены доступа на Королевскую биржу. После чего они начали встречаться в кофейне «У Джонатана», в которую мог зайти любой желающий. Вместе с брокерами работали посредники, именуемые джобберы, они совершали сделки за свой счет и зарабатывали на разнице между ценой покупки и продажи. С начала XVIII века в кофейне регулярно проводились дни встреч для осуществления взаиморасчётов, эта практика привела к упрощению и активизации торговли. Позднее дни встреч получили английское название «клиринг», а в 1775 году при Фондовой бирже появилась клиринговая палата. Среди столиков «У Джонатана» родились самые известные слова биржевого жаргона — «быки» и «медведи»: медведями называли игроков на понижение, а тех, кто надеялся на рост рынка, стали называть быками. К 1773 году брокерам удалось собрать сумму, необходимую для постройки отдельного здания фондовой биржи (которое поначалу именовалось «Новый Джонатан»).
После окончательного «развода» товарной и финансовой бирж первая просуществовала ещё более ста лет и была упразднена в 1923 году, а Фондовая биржа, несколько раз сменившая здание, продолжила работу до наших дней. Третье по счёту здание Королевской биржи, возведённое по строгому классицистическому проекту Уильяма Тайта в 1840-е гг., после её закрытия пришло в упадок и в 1980-е гг. было переоборудовано в фешенебельный торговый центр. У восточного входа в здание установлены статуи некогда работавших в этом здании коммерсантов — Пола Рейтера и Джорджа Пибоди.